# Dexys Midnight Runners
A Dexys Midnight Runners egy angol popegyüttes Birminghamből. Az együttest 1978-ban alapították. Legnagyobb sikert hozó albumaik az 1980-ban megjelent Searching for the Young Soul Rebels, az 1982-ben megjelent Too-Rye-Ay és az 1985-ös Don't Stand Me Down, amelyek szerepelnek az 1001 lemez, amit hallanod kell, mielőtt meghalsz című könyvben.

## Diszkográfia
- Searching for the Young Soul Rebels (1980)
- Too-Rye-Ay (1982)
- Don't Stand Me Down (1985)
- One Day I'm Going to Soar (2012)
- Let The Record Show: Dexys Do Irish And Country Soul (2016)
- The Feminine Divine (2023)

## Fordítás
- Ez a szócikk részben vagy egészben  a   Dexys Midnight Runners című angol Wikipédia-szócikk fordításán alapul.  Az eredeti cikk szerkesztőit annak laptörténete sorolja fel. Ez a jelzés csupán a megfogalmazás eredetét és a szerzői jogokat jelzi, nem szolgál a cikkben szereplő információk forrásmegjelöléseként.